# エウポリアー
エウポリアー（古希: Ευπορία, Euporiā, ラテン語: Euporie）は、ギリシア神話に登場する女神である。季節の女神・ホーラーの1柱で、大地の潤沢・豊潤・豊饒を司る。その名は「豊饒」の意。日本語では長母音記号を省略してエウポリアとも表記される。
ガイウス・ユリウス・ヒュギーヌスの『ギリシア神話集（Fabulae）』によると、ゼウスとテミスの娘で、アウクソー、エウノミアー、ペルーサー、カルポー、ディケー、エイレーネー、オルトシアー、タローと姉妹。大地の豊饒を司り、季節の秩序と人間社会の秩序を司る女神を加えた9柱のホーラーの1柱である。